# 對立教宗克勉三世

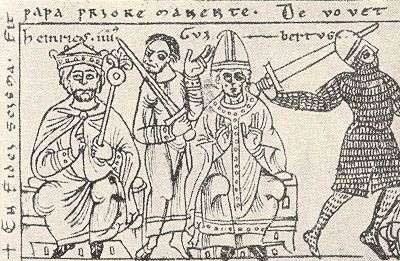
克勉三世（中）及亨利四世（左），Codex Jenesis Bose q.6 (1157)

克勉三世（約1029年—1100年9月8日），原名Guibert of Ravenna，被反對教宗額我略七世的神聖羅馬帝國皇帝亨利四世立為教宗。羅馬天主教會視其為「對立教宗」，在位期間：1080年6月25日—1100年9月8日。
亨利四世和額我略七世因主教敘任權長期爭鬥。1080年，因額我略七世第二次絕罰亨利四世，亨利四世遂在布雷薩諾（Brixen）召開宗教會議廢黜額我略七世，並推選對立教宗克勉三世。1084年3月亨利四世佔領羅馬，額我略七世出逃。3月24日，克萊孟三世在拉特朗大殿正式登位。3月31日，為亨利四世加冕。不過克萊孟三世和亨利四世很快被額我略七世請來的諾曼人趕出羅馬。
克勉三世其後力圖恢複在聖座的地位，並與額我略七世的繼任教宗：維篤三世、烏爾巴諾二世、賈利二世對立，至1100年逝世於Cività Castellana均未如願。

## 譯名列表
- 克雷芒三世

- 克萊孟三世

- 克勉三世